# Max Suhrbier
Max Suhrbier (Rostock, 12 oktober 1902 – Berlijn, 16 januari 1971) was een Oost-Duits liberaal politicus. Suhrbier volgde een opleiding aan het gymnasium en studeerde daarna (1921-1924) rechten en staatsrecht aan de Universiteit van Rostock. Begin jaren dertig was hij enige tijd lid van de DNVP. Hij was hogere ambtenaar huisvesting aan het ministerie van Financiën van Mecklenburg-Schwerin (1929-1933) en daarna tot 1945 werkzaam op het rijksministerie van Financiën te Berlijn. In 1945 werd hij bestuurssecretaris op het ministerie van Financiën van Mecklenburg-Voor-Pommeren.
In 1946 was Suhrbier één der oprichters van de Mecklenburgse afdeling van de Liberaal-democratische partij LDPD. Van 1947 tot 1952 was hij eerste voorzitter van de Mecklenburgse LDPD-afdeling en van 1946 tot 1952 lid van de Landdag van Mecklenburg-Voor-Pommeren.
Suhrbier was van 1948 tot 1952 minister van Financiën van het land Mecklenburg-Voor-Pommeren en na de oprichting van de DDR lid van de Länderkammer (dat wil zeggen een raad met afgevaardigden van de diverse deelstaten). Van 1963 tot zijn dood was hij lid van de Volkskammer (parlement) en van 1959 tot 1960 onderminister van Financiën van de DDR. In 1960 werd hij voorzitter van de LDPD (tot 1967) en van 1960 tot 1965 was hij vicepremier.
Max Suhrbier werd in 1963 onderscheiden met de Vaderlandse Verdiensten Orde en in 1967 werd hij erevoorzitter van de LDPD.

## Voetnoten
1. ↑  Zie de toetreding van Max Suhrbier in de Rostock Matrikelportal

Waldemar Koch · Wilhelm Külz · Arthur Lieutenant · Karl Hamann · Hermann Kastner · Hans Loch · Max Suhrbier · Manfred Gerlach · Rainier Ortleb
- Gemeinsame Normdatei: 106461796
- International Standard Name Identifier: 0000 0000 0589 9992
- Système universitaire de documentation: 187843201
- Virtual International Authority File: 62041229
- WorldCat: E39PBJfMgJXrJj8mDrrvcVc9Dq